# Żelowice

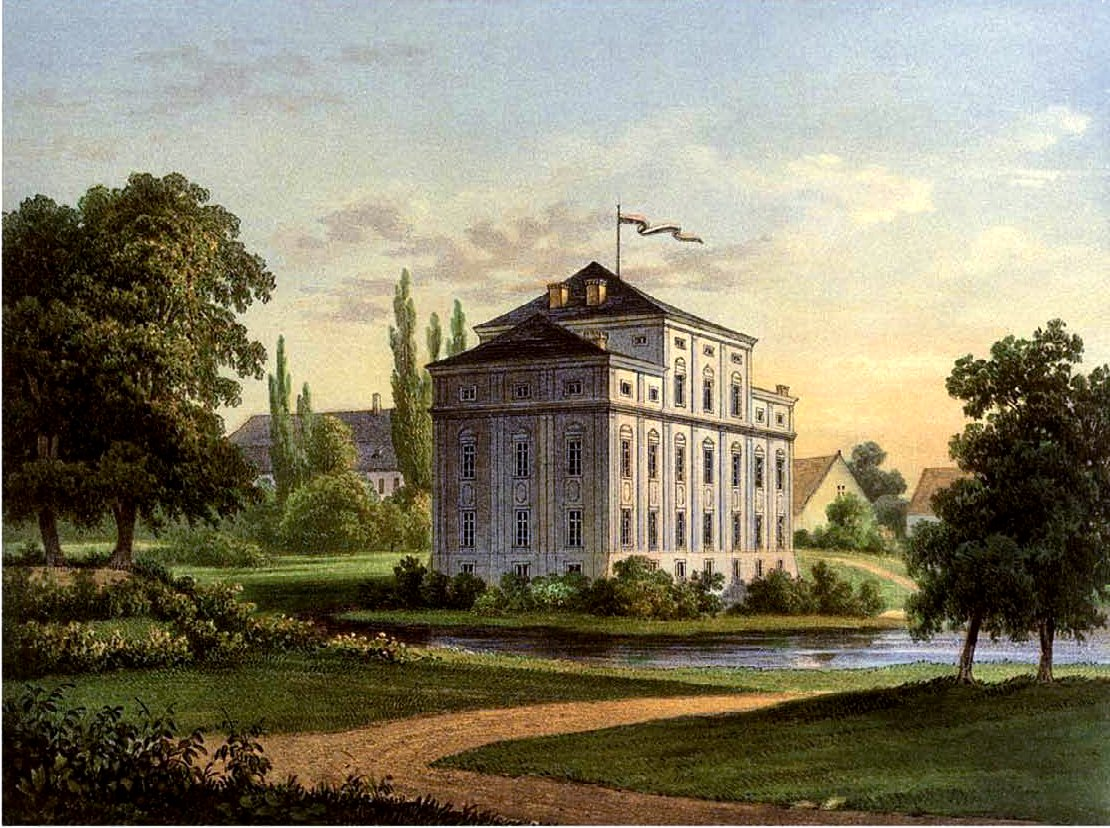
Schloss Silbitz, Lithografie aus dem 19. Jahrhundert

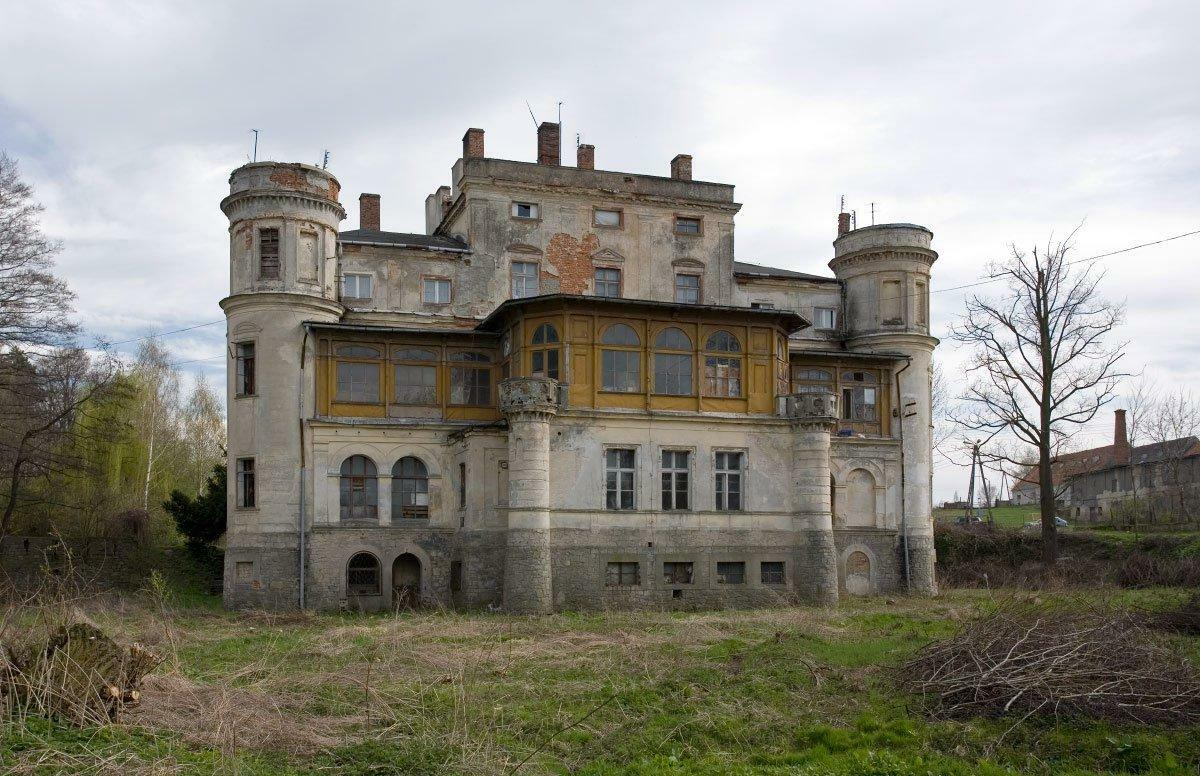
Schloss Silbitz, Rückansicht

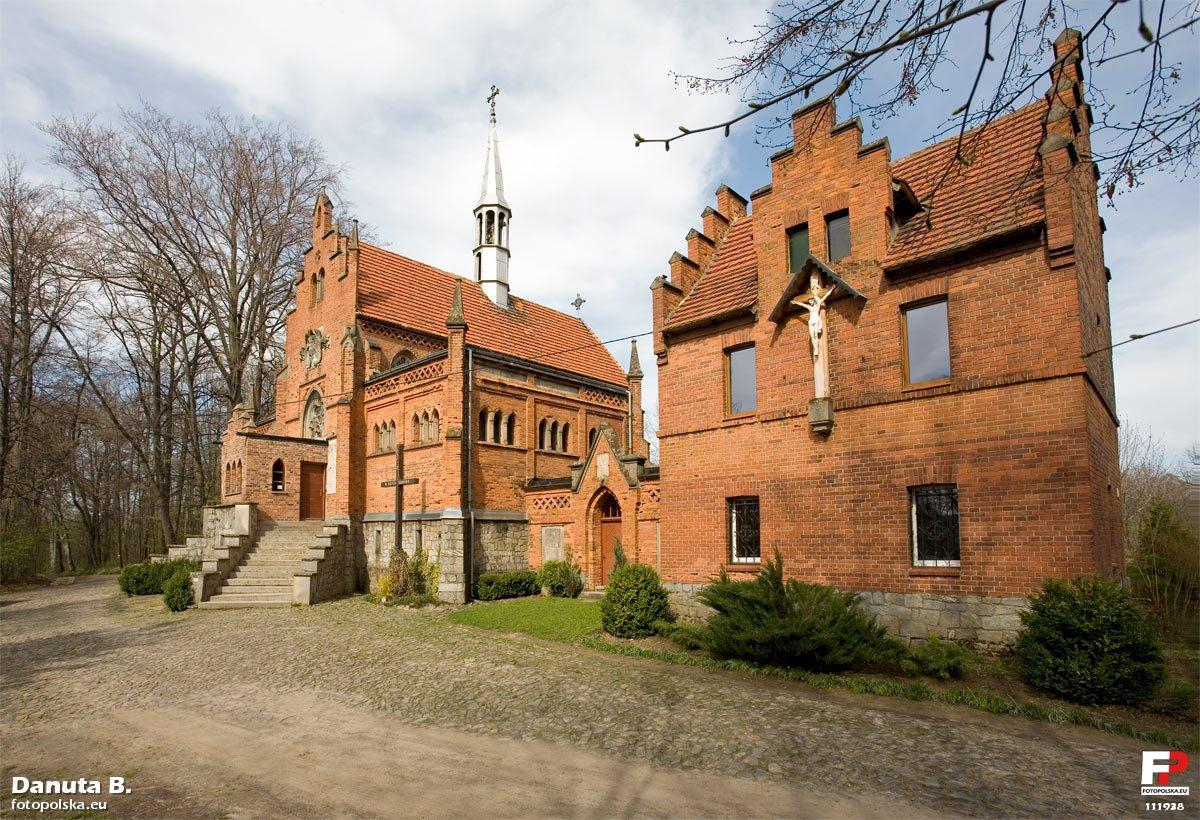
Kreuzerhöhungskirche

Żelowice (deutsch Silbitz) ist ein Dorf in der Landgemeinde Kondratowice (Kurtwitz), im Powiat Strzeliński, der Woiwodschaft Niederschlesien in Polen.

## Lage
Żelowice liegt ca. sechs Kilometer südlich von Kondratowice (Kurtwitz), 13 Kilometer südwestlich von Strzelin (Strehlen) und 46 Kilometer südlich von Breslau.
Nachbarorte sind Strachów (Stachau) im Westen, Kowalskie (Schmitzdorf) im Nordosten, Błotnica (Blottwitz) im Süden.

## Geschichte
Silbitz gehörte zum Herzogtum Schweidnitz und fiel bei dessen Teilung 1321 an das Herzogtum Münsterberg. In einer Urkunde aus dem Jahre 1369 wurde es als „Selewicz“ erwähnt und gehörte damals als Lehen der Familie von Tschammer. Laut einer Urkunde vom 31. Mai 1474 überreichten Nickel Tschesch von Blottnitz auf Silbitz und sein unmündiger Bruder Melchior ihrer Schwester Catharina zehn Gulden jährlichen Zinses auf Silbitz als Ehegeld. Bis zum 16. Jahrhundert war Silbitz in Besitz der Familie von Tschesch genannt Mettich. Nach dem Tode des letzten Vertreters Balthasar von Tschesch, gelangte das Gut im 16. Jahrhundert an Leonhard von Niemitz auf Wilkau. Nach 1567 bis 1604 besaß es Georg von Warkotsch und Neobschütz. Nach Aussterben der Familie von Warkotsch wurde es Eigentum der herzoglichen Kammer zu Brieg. Nach dem Tod des Herzogs Georg Wilhelm I. 1675 fiel Silbitz mit dem Herzogtum Brieg als erledigtes Lehen durch Heimfall an die Krone Böhmen.
Der böhmische Landesherr Leopold I. gab 1697 Strachau dem Freiherr Franz Weighard von Hoffmann und Grünzüchl auf Ober-Thalheim, Gaumitz und Strachau zum Lehen. Am 14. Januar 1706 verkaufte Kaiser Joseph I. das nach dem Tode von Georg von Warkosch von der fürstlichen Kammer zu Brieg als erledigtes Lehen eingezogene Gut dem Hofkammerrat Franz Weighard Freiherr von Hoffmann. Der Kaufpreis betrug 8400 Gulden. Nächster Besitzer war bis 1744 dessen Sohn Franz Ludwig von Hoffmann und Grünzüchl. Auf Antrag seiner Gläubiger wurde Silbitz und Strachau 1744 für 32.000 Reichstaler an Carl Leopold von Netz verkauft, der es 1769 dem Friedrich Wilhelm Gottlob Ferdinand Graf von Sandreczky und Sandraschütz auf Bielau verkaufte. Für das Jahr 1783 sind für Silbitz belegt: ein Vorwerk, ein Bauer, eine Wassermühle, 18 Gärtner und Häusler sowie 181 Einwohner; 1792 waren es ebenso viele. 1794 überließ letzterer beide Güter für 86.000 Taler dem Joseph Freiherr von Saurma-Jeltsch auf Gnichwitz, Kunsdorf, Schlogwitz, Siegroth und Brockutt.
Nach dem Ersten Schlesischen Krieg fiel Silbitz 1741/42 mit fast ganz Schlesien an Preußen. Die alten Verwaltungsstrukturen wurden aufgelöst und Silbitz in den Kreis Nimptsch eingegliedert, mit dem es bis zu dessen Auflösung 1932 verbunden blieb. 1803 erbte das Gut Maria Anna geb. Baronin von Saurma-Jeltsch die mit dem Leutnant a. D. Heinrich Joseph Ferdinand von Mettich verheiratet war. Durch Heirat deren Erben-Nichte, der verwitweten Caroline Freifrau von Wimmersberg geb. Gräfin von Mettich gelangten das Dorf und Gut Silbitz mit dem Gut oder Vorwerk Strachau und weitere Besitzungen an Rudolf von Stillfried-Rattonitz, der 1840 vom preußischen König Friedrich Wilhelm IV. zum Zeremonienmeister ernannt worden war und 1861 den preußischen Grafenstand erhielt.
1845 gab es in Silbitz 26 Häuser, ein herrschaftliches Schloss und Vorwerk, 239 überwiegend evangelische Einwohner (32 katholisch), evangelische Kirche zu Prauß, eine evangelische Schule (eingeschult Strachau), katholische Kirche zu Nimptsch, eine Wassermühle, eine Windmühle, eine Brauerei, eine Brennerei, drei Handwerker und einen Krämer. Zur Gemeinde gehörte der „Silbitzer Grund“ mit einem Schulhaus und zwei Freistellen, drei Häusern und 15 evangelischen Einwohnern. Hinter dem Schloss lag ein Basaltberg. Nach der Auflösung des Kreises Nimptsch 1932 wurde Silbitz dem Kreis Strehlen zugeteilt.
Als Folge des Zweiten Weltkriegs fiel Silbitz 1945 mit dem größten Teil Schlesiens an Polen. Nachfolgend wurde es durch die polnische Administration in Żelowice umbenannt. Die deutschen Einwohner wurden, soweit sie nicht schon vorher geflohen waren, vertrieben. Die neu angesiedelten Bewohner stammten teilweise aus Ostpolen, das an die Sowjetunion gefallen war.

## Sehenswürdigkeiten
- Schloss Silbitz, Vorgängerbau aus dem 16. und 17. Jahrhundert mit Erdwall, im 18. Jahrhundert im Barockstil und im 19. Jahrhundert im Stil des Neoklassizismus umgebaut und erweitert.[7]
- Römisch-katholische Kreuzerhöhungskirche, ursprünglich Gruftkapelle der Grafen von Stillfried-Rattonitz, aus der Mitte des 19. Jahrhunderts, mit Grabsteinen des 14., 15. und 16. Jahrhunderts die Graf von Stilfried-Alcantara erworben hatte.[8] 1975 wurde ein Vestibül hinzugefügt.
- Ehemaliges Schulhaus, um 1880 südlich der Grabkapelle errichtet, dient heute als Presbyterium.

## Persönlichkeiten
- Christoph von Mettich († 1605), schlesischer Adliger, Untersilberkämmerer und Truchsess von Kaiser Maximilian II. und Kaiser Rudolf II.
- Rudolf von Stillfried-Rattonitz (1804–1882), deutscher Historiker, Heraldiker und Hofbeamter; lebte zeitweise auf Schloss Silbitz